# Jürgen Untermann
Jürgen Untermann   (Rheinfelden, 24 d'octubre de 1928 - Brauweiler, 7 de febrer de 2013) fou un lingüista indoeuropeista, filòleg i epigrafista alemany.
Va ser deixeble de Hans Krahe i d'Ulrich Schmoll, va estudiar a les universitats de Frankfurt i de Tübingen i va ser Catedràtic de lngüística comparada a la Universitat de Colònia, on després fou professor emèrit de lingüística indoeuropea. Els seus estudis se centren en les llengües fragmentàries (Trümmersprachen) itàliques i paleohispàniques. És considerat la màxima autoritat en l'estudi de les llengües i escriptures paleohispàniques, especialment pel que fa a la llengua i escriptura ibèrica. Entre les seves obres cal destacar el monumental corpus d'inscripcions paleohispàniques: Monumenta Linguarum Hispanicarum, on es recullen les inscripcions ibèriques, celtibèriques, tartèssiques i lusitanes.
L'any 2010 va ser guardonat amb el Premi Príncep de Viana de Cultura. Des de 1994 era membre corresponent de la Reial Acadèmia de la Història de Madrid.
Va morir el 7 de febrer de 2013 a la localitat alemanya de Brauweiler als 84 anys d'edat.

## Principals publicacions
Publicacions:
- Die vorgriechischen Sprachen Siziliens. Wiesbaden, 1958.
- Die venetischen Personennamen . Wiesbaden, 1961.
- Elementos de un atlas antroponímico de la Hispania Antigua. Madrid, 1965.
- Monumenta Linguarum Hispanicarum. I. Die Münzlegenden. Wiesbaden, 1975.
- Monumenta Linguarum Hispanicarum II: Die Inschriften in iberischer schrift aus Südfrankreich. Wiesbaden, 1980.
- Monumenta Linguarum Hispanicarum III: Die iberischen inschriften aus Spanien. Wiesbaden, 1990.
- Monumenta Linguarum Hispanicarum IV: Die tartessischen, keltiberischen und lusitanischen inschriften. Wiesbaden, 1997
- Wörterbuch des Oskisch-Umbrischen. Heidelberg, 2000.